# Lecanora pseudachroa
Lecanora pseudachroa är en lavart som beskrevs av Lumbsch & Messuti. Lecanora pseudachroa ingår i släktet Lecanora och familjen Lecanoraceae.   Inga underarter finns listade i Catalogue of Life.